# O Cangaceiro Trapalhão
O Cangaceiro Trapalhão é um filme de comédia brasileiro de 1983, dirigido por Daniel Filho e protagonizado pelo grupo humorístico Os Trapalhões, a partir de um roteiro escrito por Filho, Renato Aragão, Doc Comparato, João Paulo de Carvalho e Chico Anysio. O filme é baseado na minissérie Lampião e Maria Bonita (1982), escrita por Comparato e Aguinaldo Silva, com Nelson Xavier e Tânia Alves reprisando seus papéis como Lampião e Maria Bonita. O elenco conta ainda com Regina Duarte, José Dumont, Daniele Rodrigues e Bruna Lombardi nos demais papéis principais.
O filme estreou nos cinemas brasileiros em 19 de agosto de 1983. O Cangaceiro Trapalhão foi premiado no Festival Internacional de Cinema para Infância e Juventude (Portugal) e no III Festival Internacional de Cinema de Moscou (Rússia), além de ter sido vendido para diversos país como Angola e Moçambique.

## Sinopse
Severino do Quixadá: Eu sou nordestino e a coisa que o nordestino mais faz é trocar o certo pelo duvidoso.
Severino do Quixadá (Renato Aragão), humilde nordestino pastor de cabras, salva o Capitão Virgulano ou simplesmente Capitão (Nelson Xavier) e seu bando de cangaceiros de uma emboscada armada pelo tenente Zé Bezerra (José Dumont), seu eterno perseguidor. Capitão escapa levando consigo a caixa misteriosa retirada do interior do trem assaltado na cidade de Cajarana que era encomenda pro Coronel Sampaio. Procurando fugir do tiroteio, Severino termina por encontrar-se no acampamento dos cangaceiros, juntamente com os atrapalhados amigos Mussum e Zacarias que, aproveitando a confusão, fugiram da cadeia.
Informado por Maria Bonita, ou simplesmente D. Maria (Tânia Alves) da semelhança de Severino consigo, Capitão o batiza de Lamparino e o encarrega de ir à cidade de Águas Lindas vingar uma desfeita que os poderosos da cidade fizeram com um dos cangaceiros de seu bando. O cangaceiro Gavião (Dedé Santana), homem de confiança do Capitão, é incumbido de levar Expedita (Daniele Rodrigues), filha do Capitão, ao encontro do tio em uma fazenda, perto da Pedra da Galinha Choca, onde ficará a salva das emboscadas. A menina Expedita não querendo ficar longe dos seus pais, foge de Gavião e é raptada pelos homens de Ten. Bezerra. Gavião sai à sua procura e encontra Severino/Lamparino seguindo, todos juntos, para Águas Lindas onde são falsamente recebidos com um banquete, no qual o prefeito e o médico tentam envenenar Lamparino, o suposto Capitão. Aninha (Regina Duarte), uma jovem bonita e destemida, fora trazida para cidade, pois o prefeito planejava se apropriar das terras de sua família e a apresentou falsamente como sendo sua sobrinha. Desconfiada da cilada e movida por sentimentos humanitários, Aninha avisa Lamparino, que consegue sair ileso, todos fugindo da cidade, acompanhados por Aninha, que conhece a localização do acampamento de Zé Bezerra.
Disfarçados de ciganos de um circo mambembe, o grupo chega ao acampamento, resgatam Expedita e seguem à procura da fazenda do irmão de Capitão. Ao atravessarem um rio, em canoas, são atacados por piranhas fazendo com que o grupo se separe. Lamparino/Severino, Aninha e Expedita chegam a caatinga e caminham, cheios de fome e de sede, sertão adentro onde encontram a misteriosa bruxa Secabru (Bruna Lombardi) que submete Lamparino a missão de escalar um poço repleto de caranguejos, encontar a rainha das águas e recuperar uma pedra mágica que a transformara novamente em fada, da prova, Severino/Lamparino sai vencedor e Secabri, em forma de agradecimento, mostra ao grupo a localização da Pedra da Galinha Choca.
Ao chegarem lá, o trio é surpreendido por Capitão e seu bando, sugestionado por pressentimento de Maria Bonita sobre a segurança de Expedita, Capitão chega às terras do irmão, preparando em seguida, uma emboscada para Lamparino, pensando ter este seqüestrado sua filha. Encontram-se todos e, esclarecido de que Lamparino não é seqüestrador e sim herói, Capitão o recompensa dando-lhe de presente a Caixa misteriosa (que agora está bem menor, pois havia várias caixas uma dentro da outra, e o Capitão já estava cansado de tentar abri-lá). Gavião, Mussum e Zacarias permanecem com Lamparino, enquanto Capitão, Maria Bonita, Expedita e resto do bando partem. Severino convida Aninha para conhecer o mar, mas está é surpreendida por seu namorado (Tarcísio Meira), que partiu pro sul, disposto a melhores condições de vida e reaparece em um belo cavalo branco. Mesmo, indecisa, Aninha é encorajada por Severino a partir com seu amado, antes ela agradece Severino por toda a aventura.
Mesmo desiludido, Severino parte com seu bando, sertão a fora, e ambos, em um momento de descontração, brincam de 'jogar a caixa pro o alto', e então é finalmente revelado o que havia dentro dela, uma miniatura de Galinha Choca, com uma fita com os dizeres "Pule na Cabeça" (Severino pensava que era "Puio na Cabaça"),  logo eles percebem que terão de escalar a Pedra da Galinha Choca e pular em sua cabeça, para encontar o "tesouro". Eles pulam felizes, ocorre um tremor, e da Pedra da Galinha Choca, saem magníficos e gigantescos ovos de ouro, sendo que um deles esmaga o Tenente Zé Bezerra.
Ricos, os Trapalhões compram um iate, e desbravam o mar, com belas mulheres ao seu lado, enquanto Severino termina feliz ao lado de Secabru.

## Elenco
- Renato Aragão como Severino do Quixadá
- Regina Duarte como Aninha
- Dedé Santana como Gavião
- Mussum como Mussum
- Zacarias como Zacarias
- Nelson Xavier como Lampião (ou  somente "Capitão" como é mencionado no filme)
- Tânia Alves como Maria Bonita
- José Dumont como Tenente Zé Bezerra
- Bruna Lombardi como Secabru, a "Bruxa-Fada" / Rainha das Águas
- Daniele Rodrigues (creditada como Daniele Cristina) como Expedita Ferreira da Silva
- Danton Jardim como "Gringo", o rastejador
- Lutero Luiz como prefeito de Águas Lindas
- Sônia Dias como primeira-dama de Águas Lindas
- Doc Comparato como médico de Águas Lindas
- Cininha de Paula como mulher do médico
- Ariel Coelho como Villas-Boas, o sacristão
- Wellington Botelho como juiz de Águas Lindas
- Lupe Gigliotti como mulher do juiz
- Leovegildo Cordeiro (Radar) como Delegado de Águas Lindas
- Aldro Cunha como Sargento Lobão
- Carmem Palhares como mulher do delegado
- Mano Melo como cangaceiro Jerimum
- Francisco Arruda como chefe da estação de trem
- Nonatho Freire como cunhado
- Tarcísio Meira como noivo de Aninha (não creditado)
- Carlos Kurt como capanga de Zé Bezerra (não creditado)
- Gabriela Duarte como menina brincando durante o banquete em Águas Lindas (não creditada)

## Recepção
Leonardo Ribeiro em sua crítica para o Papo de Cinema escreveu: "[O]s elementos fantásticos [do filme] que surgem destoam do que parecia ser a proposta inicial. Mesmo com esta falta de consistência do roteiro, o filme possui alguns momentos marcantes, como a sequência musical quase surrealista embalada por 'Lagartixa', de Rita Lee (...) Ao final, outras características típicas dos filmes do grupo voltam a aparecer: um leve teor de crítica social. (...) Uma das ideias fantasiosas mais bizarras da obra dos Trapalhões, que aqui tem um de seus exemplares mais bem resolvidos, querido pelos fãs e pela crítica."

## Citações
O filme faz citações e referências a Raiders of the Lost Ark aonde a caixa que o Cangaceiro Lampião buscava fazia uma referência a Arca da Aliança no filme de Indiana Jones assim como a cena que Severino do Quixadá    (Renato Aragão) vai da carroça como Indiana Jones cai do caminhão nazista na famosa cena de perseguição, e o Tenente Bezerra antagonista do filme dos Trapalhões lembrava René Belloq o antagonista de Raiders of the Lost Ark assim como Severino descer num poço com caranguejos numa referência ao Poço das Almas, filme de Steven Spielberg e George Lucas.